# Tobias Aspelin
Joakim Tobias Aspelin (født 29. november 1968 i Lund) er en svensk skuespiller og instruktør. Han blev uddannet på Högskolan för scen och musik vid Göteborgs universitet i 1994.
Aspelin har gennem sin karriere haft roller på teatere som eksempelvis Helsingborgs stadsteater og Riksteatern.

## Udvalgt filmografi
- Uskyldigt dømt (tv-serie, 2008)
- Beck (tv-serie, 2009)
- Wallander (tv-serie, 2009)
- The Spaceship (kortfilm, 2010)
- Kommissæren og havet (tv-serie, 2012)
- Fjällbacka-mordene - Venner for livet (2013)
- En pilgrims død (tv-serie, 2013)
- Frøken Frimans krig (tv-serie, 2013-2015)
- Fortidens spor (tv-serie, 2017)
- Mord i Skærgården (tv-serie, 2018)
- Maria Wern (tv-serie, 2018)
- Conspiracy of Silence (tv-serie, 2018)
- Anden akt (2023)
- Veronika (tv-serie, 2024)